# Peter Jost (Musikwissenschaftler)
Peter Jost (* 1960 in Diefflen) ist ein deutscher Musikwissenschaftler.

## Biografie
Peter Jost studierte ab 1981 Musikwissenschaft, Germanistik und Komparatistik an der Universität Saarbrücken. Mit einer Dissertation über Waldszenen, Op. 82 von Robert Schumann, wurde er im Jahr 1988 promoviert. 1990/91 war er Stipendiat der Deutschen Forschungsgemeinschaft. Seit November 1991 ist er wissenschaftlicher Mitarbeiter an der Richard-Wagner-Gesamtausgabe in München. Seit 2004 ist er auch Lehrbeauftragter an der Universität Augsburg.
Der Schwerpunkt von Josts Forschungen liegt in der Musikgeschichte des 19. bis 20. Jahrhunderts und in Studien zur deutschen und französischen Musik.

## Werke (Auswahl)

### Herausgegebene Schriften
- Brahms als Liedkomponist, Franz Steiner Verlag 1992.
- Dvořák-Studien hrsg. von Klaus Döge und Peter Jost, Scott 1994.
- Gabriel Fauré – Werk und Rezeption: mit Werkverzeichnis und Bibliographie, hrsg. von Peter Jost, Kassel 1996.
- Dokumente und Texte zu „Tannhäuser und der Sängerkrieg auf Wartburg“, hrsg. von Peter Jost, Schott 2007.

Hinzu kommen Aufsätzen und Artikeln in Fachperiodika und Nachschlagewerken, Einleitungen, Vor- und Nachworte.

### Ausgaben

#### Musikalische Werke
- Richard Wagner: Orchesterwerke, Bd. 3 (Richard Wagner: Sämtliche Werke, Editionsleitung: Egon Voss), Mainz 1995.
- Camille Saint-Saëns: Le carnaval des animaux, hrsg. von Peter Jost, Wiesbaden 1997.
- Richard Wagner: Tannhäuser und der Sängerkrieg auf Wartburg, Bd. 6, 1–3 (Richard Wagner: Sämtliche Werke, Editionsleitung: Egon Voss), Mainz 1999–2003.
- Franz Schubert: Messe Es-dur: für Soli, Chor und Orchester, D. 950, hrsg. von Peter Jost, Wiesbaden 2005.